# Hylopetes bartelsi
Hylopetes bartelsi is een zoogdier uit de familie van de eekhoorns (Sciuridae). De wetenschappelijke naam van de soort werd voor het eerst geldig gepubliceerd door Chasen in 1939.

## Voorkomen
De soort komt voor in Indonesië.